# Anchomanes difformis
Anchomanes difformis là một loài thực vật có hoa trong họ Ráy (Araceae). Loài này được (Blume) Engl. mô tả khoa học đầu tiên năm 1879.

## Hình ảnh

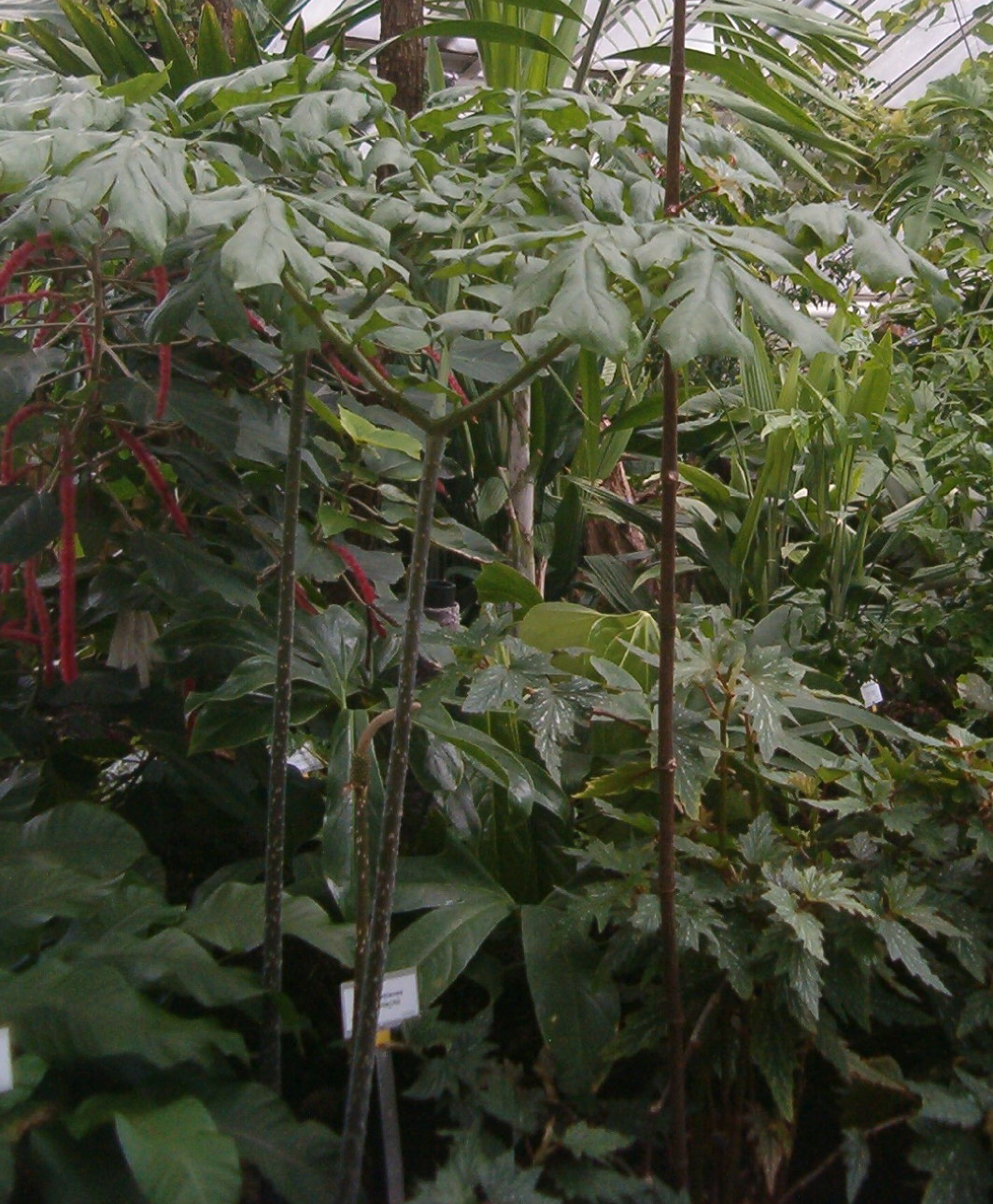
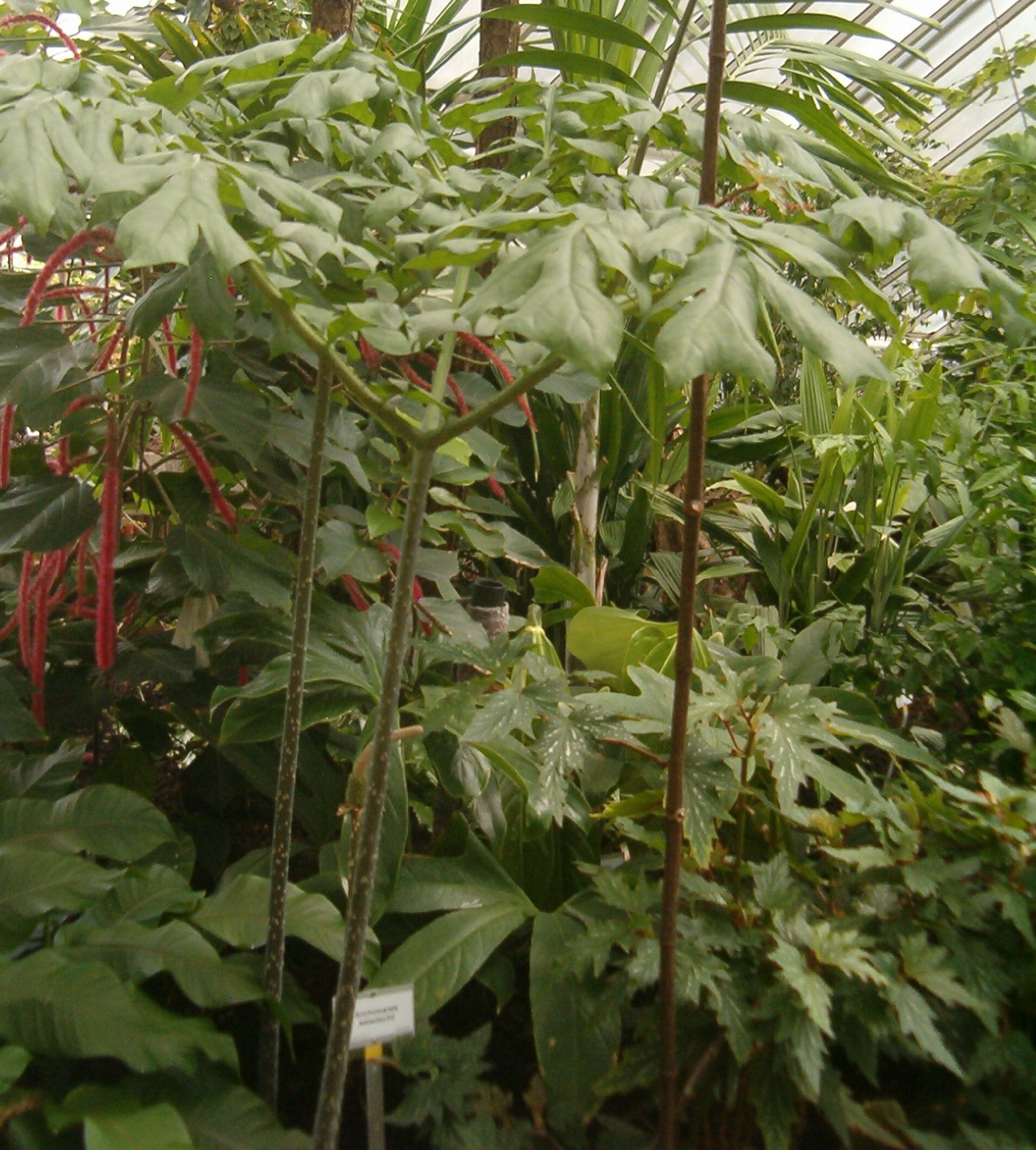
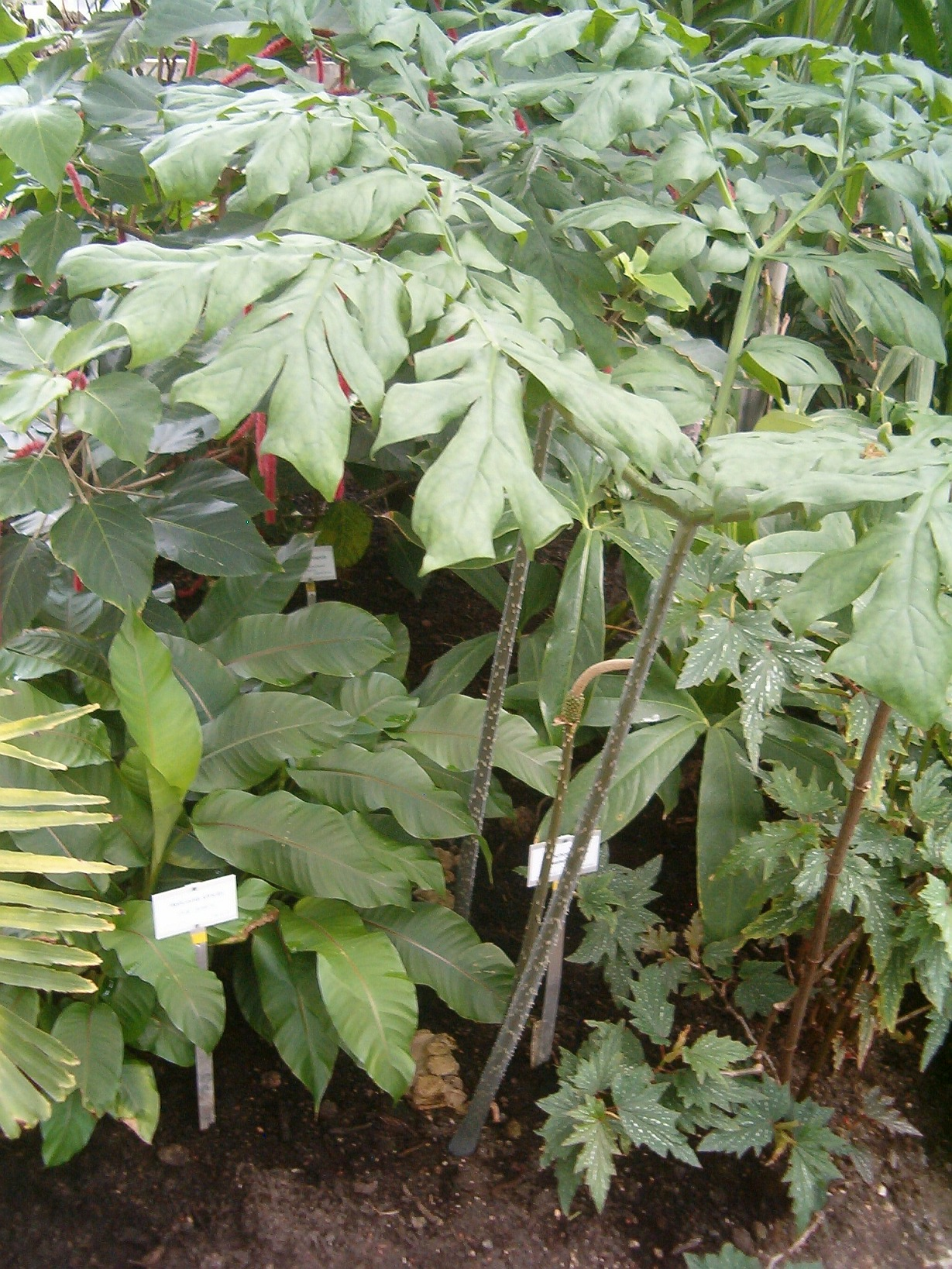
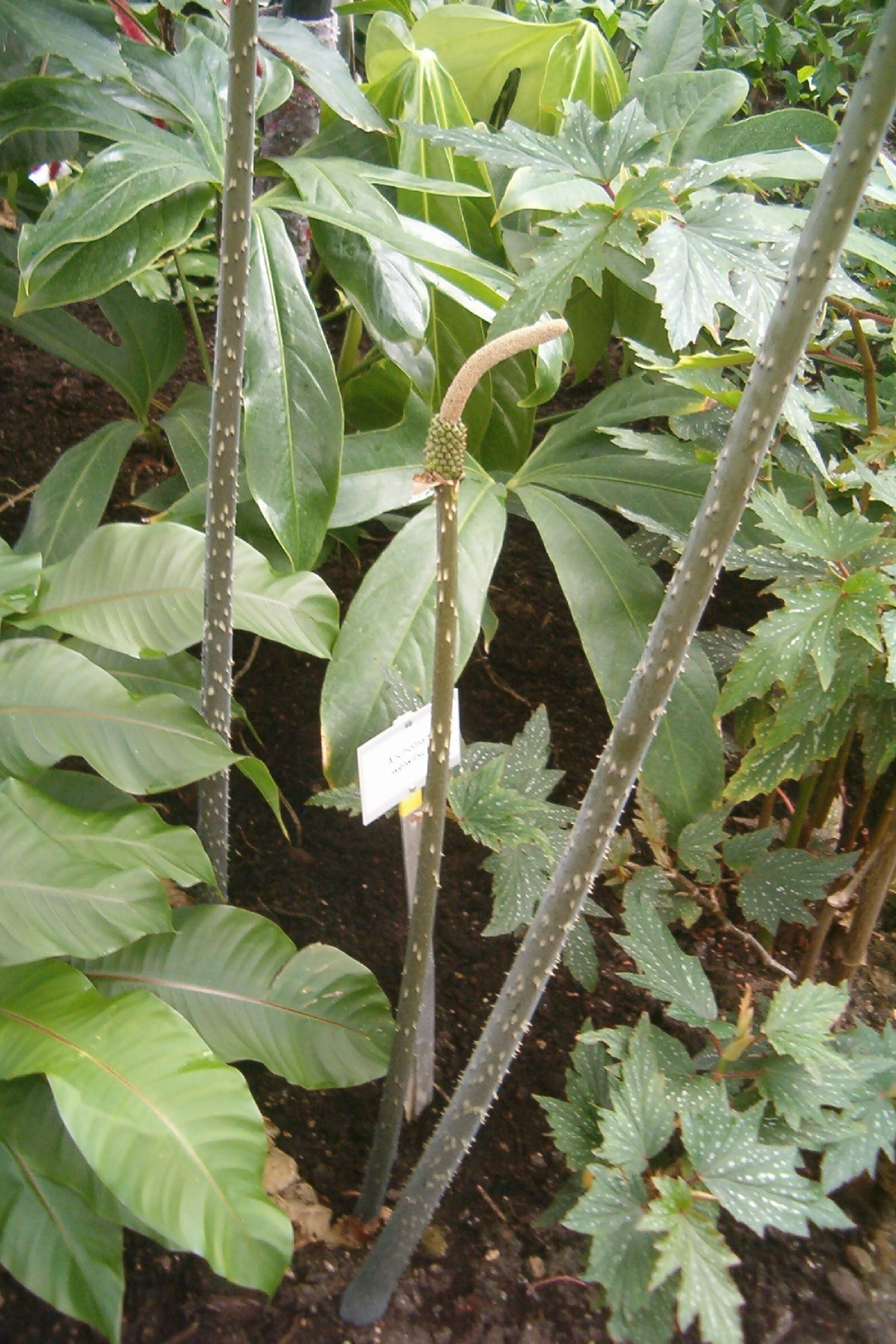